# برومون، کبک

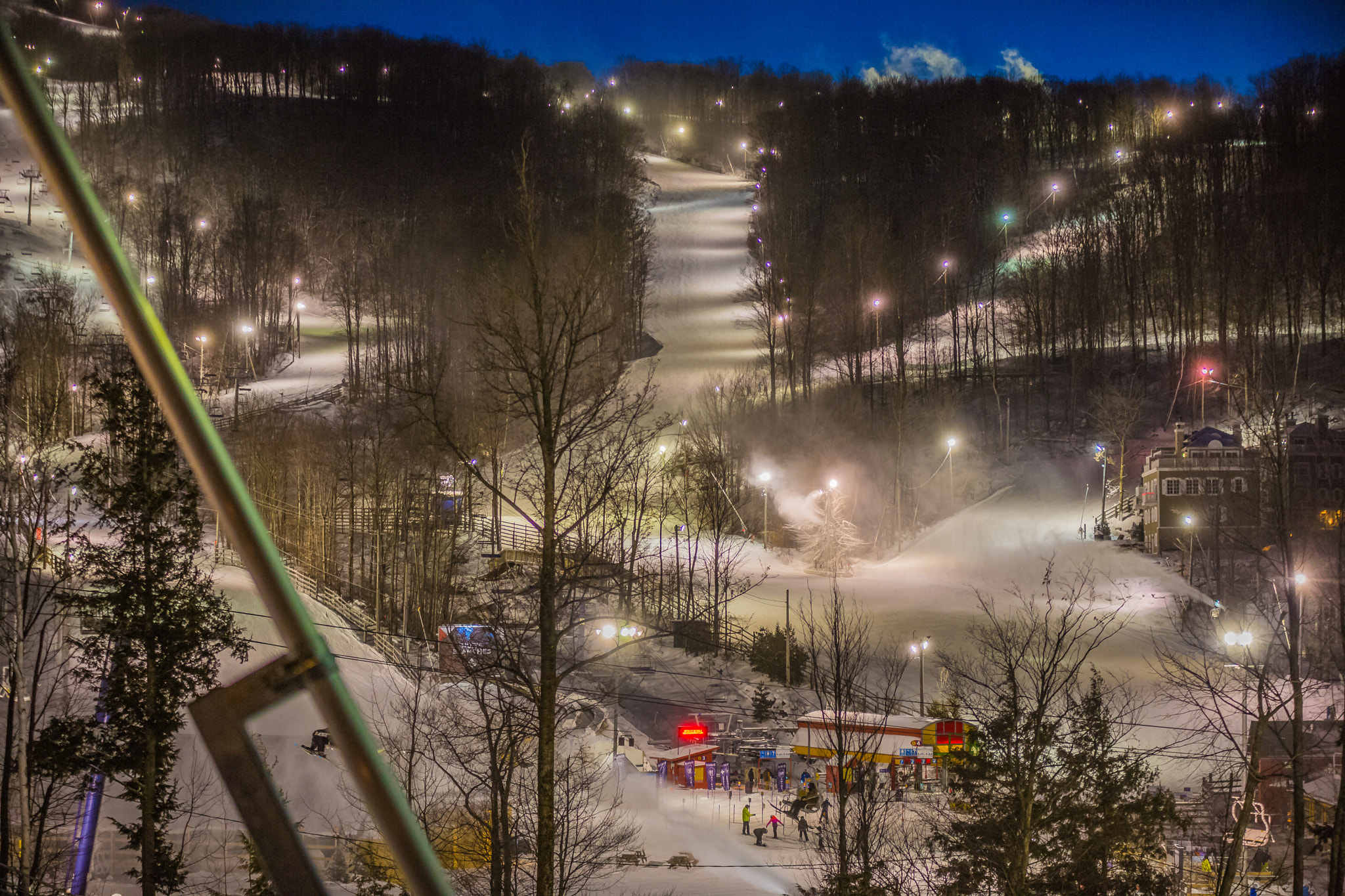
نمایی از شهرک برومون در منطقه شهری بروم-میسیسکوا / ۲۰۱۶

برومون (به فرانسوی: Bromont) شهرکی در منطقه شهری بروم-میسیسکوا ناحیه مونترژی در استان کبک کانادا است. در سرشماری سال ۲۰۱۱ این شهرک ۵٬۸۱۴ نفر جمعیت داشته‌است و مساحت آن ۱۰۸٫۳۶ کیلومتر مربع است.